# Joannis Vislicensis
Joannis Vislicensis (en polaco, Jan z Wiślicy; en bielorruso, Ян Вісьліцкі; n. entre 1485 y 1490 - f. 1520) fue un autor medieval de poesía épica del Gran Ducado de Lituania y el Reino de  Polonia. 
Su obra es representativa del tipo nuevo de la poesía latina. También fue uno de los fundadores de la literatura bielorrusa de la época del Renacimiento. Se cree que este escritor nació en territorio lituano, entre Kletsk y Pinsk, cerca del río Vislica, si bien hay quien considera que nació en Polonia.

## Biografía

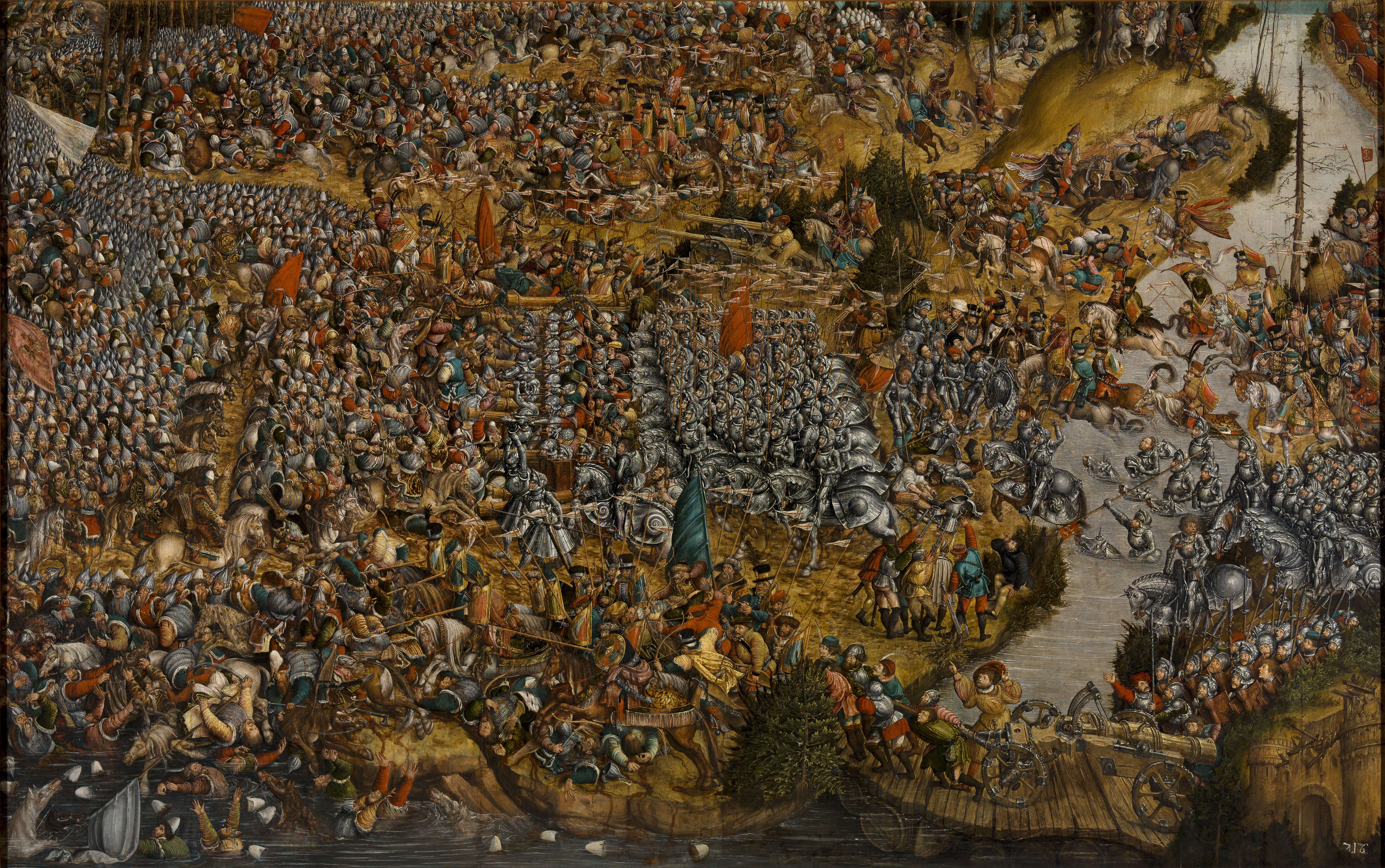
Representación de la Batalla de Orsha, cuadro de autor desconocido con influjo de la obra de Lucas Cranach el Viejo.

Estudió en la Universidad de Cracovia, y fue miembro del círculo literario del profesor Rusin. Obtuvo el grado de bachillerato y el de bellas artes. Desde 1510 hasta 1512, Joannis Vislicensis enseñó la filosofía de Aristóteles, la matemática de Euclides y la retórica de Cicerón. 
Empezó a escribir epigramas a sus amigos, y también escribió una oda al hetman Konstanty Ostrogski (ca. 1460 - 1530), comandante en la famosa Batalla de Orsha, librada el 8 de septiembre de 1514 entre las fuerzas aliadas del Gran Ducado de Lituania y el Reino de Polonia contra las del Principado de Moscú, una de las contiendas de la cuarta guerra entre Moscú y Lituania. 
La obra más conocida de este escritor es el poema La guerra de Prusia (Пруская вайна o Bellum Prutenum, 1516). También escribió Oda al Rey Segismundo (Ода да караля Сігізмунда), Elegía a la Virgen Maria (Элегія да Багародзіцы Дзевы Марыі) y Epigrama contra la envidia (Эпіграма на зайдзросніка).

## La guerra de Prusia
El poema consta de 1.300 estrofas en hexámetro, y se compone de tres partes o libros.
- En la primera parte, un preludio poético, el autor habla con los dioses del Olimpo y con Calíope, musa de la poesía epica, y les pide la inspiración necesaria para glorificar al rey y al gran duque Segismundo I Jagellón el Viejo, su abuelo Jogaila y la dinastía Jogalia. Metafóricamente, Joannis Vislicensis los llama "los reyes de Sarmacia", denotando el origen sarmático de la nación de los eslavos.

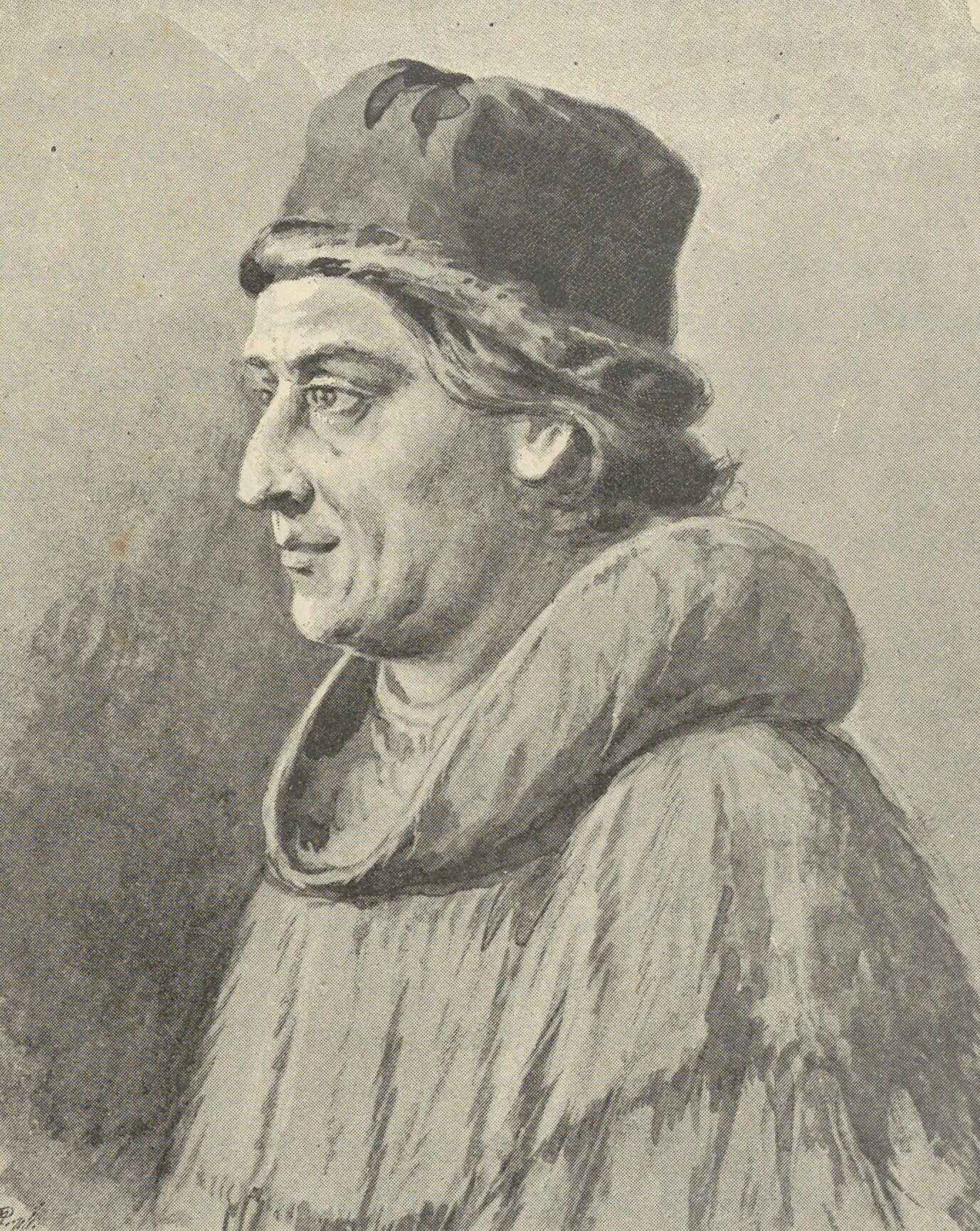
Jan Długosz (Johannes Dlugossius)

- La segunda parte se dedica a "la historia de Lituania, que trata de la gran nación de la que procede Jogaila". Cuenta la historia del pueblo pruso, de la invasión de su territorio por los Caballeros Teutónicos, la política agresiva de la Orden Alemana, y la Batalla de Grunwald (1410). Para la composición de esta parte, el autor consultó la Historia de Polonia en 12 volúmenes (Historiae Polonicae libri xii, 1455–80), de Jan Długosz (Johannes Dlugossius, 1415 - 1480), las cartas de Jogaila, leyendas y narraciones. Para la descripción de las batallas, siguió la tradición de la poesía antigua de rasgos míticos, con tropos como "los regalos de Ceres".

- La tercera parte está dedicada al matrimonio de Jogaila con Sofía de Halshany (ca. 1405 - 1461). Joannis Vislicensis la describe como "la muchacha más bella del mundo", más aún que las ninfas y que las diosas griegas .

## Traducciones

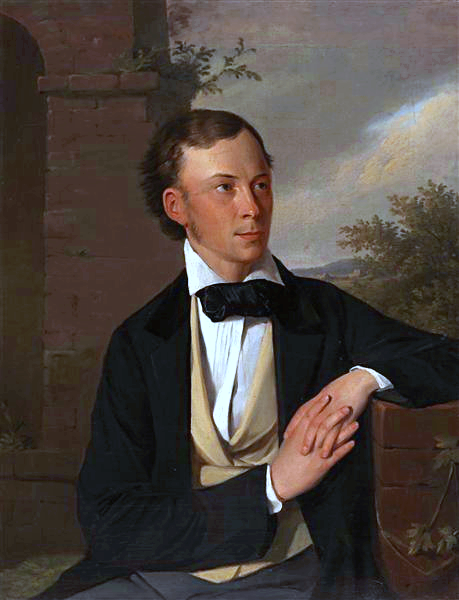
Władysław Syrokomla

La única copia original de La guerra de Prusia está conservada en la librería de Jagellón, de Cracovia. En 1887, la copia original del poema en latín fue publicada nuevamente con los comentarios de Branislaw Kruchkevich, también en latín. En 1874 Władysław Syrokomla (Ludwik Władysław Franciszek Kondratowicz, 1823 – 1862) tradujo una de las partes del poema al polaco. En 1880, K. Miehiezhynski escribió una obra sobre Joannis Vislicensis en la que citó unos versos de La guerra de Prusia. La traducción al polaco más completa fue publicada en Leópolis en 1932. En el 2006, el poema fue traducido al bielorruso por Zhanna Nekrashevich-Karotkaya (Жанна Некрашэвіч-Кароткая). Los textos de este libro están en latín y en bielorruso.
- Datos: Q3505401